# آتولیو
آتولیو (انگلیسی: Autoliv) شرکت قطعات خودروی سوئدی - آمریکایی است، که در سال ۱۹۹۷ تأسیس شد.